# Blauova spomenika
Blauova spomenika sta par popisanih kamnov iz skrilavca, odkrita v Mezopotamiji. Zanju se domneva, da sta nekdanja kudurruja. Spomenika sta zdaj v Britanskem muzeju v Londonu.

## Zgodovina
Spomenika je leta 1886 v bližini mesta Uruk (sodobni Irak) kupil A. Blau. Izklesana sta iz svetlo modrega kamna, ki se običajno šteje za temen skrilavec. Nekaj časa so ju imeli za ponaredek, kasnejša izkopavanja v Uruku pa so odkrila slogovne vzporednice z bazaltno stelo in znamenito Warkovo vazo, ki so potrdile njuno pristnost. Nekateri asiriologi so ju imeli za pristni že leta 1901, čeprav to ni bilo splošno prepričanje, nekateri pa še danes niso povsem prepričani, da sta pristni.

## Datiranje
Blauova spomenika sta datirana v obdobje od Uruka III/Demdet Nasra do zgodnjega dinastičnega obdobja I. Nekateri avtorji ju na osnovi protoklinopisne pisave datirajo že v obdobje okoli 3100 pr. n. št., drugi pa na osnovi slogovne podobnosti z dokumenti o prodaji zemljišč z znanimi datumi v obdobje ED I okoli 2700 pr. n. št. V strokovni literaturi se pojavljata oba datuma, vendar je zgodnejši pogostejši.

## Ikonografija
Ikonografija na spomenikih je sporna in predmet razprav. Za spomenika se je od odkritja dosledno verjelo, da predstavljata nekakšno poslovno transakcijo, kakršna so bila na primer darila templjev njihovim obrtnikom. Nedavno so začeli domnevati, da slikarije prikazujejo slavnostno pojedino, ki jo je novi lastnik zemljišča priredil ob nakupu zemljišča.

### Obelisk
Na obelisku sta upodobljena moška v ločenih poljih. V spodnjem je klečeč gol moški z batom in možnarjem, ki bi lahko bil obrtnik ali nekdo, ki pripravlja hrano. Podobna slika je tudi na Warkovi vazi, na kateri prav tako goli moški nosijo košare s hrano za verske namene.
V gornjem polju je stoječ moški z brado, krilom in trakom na glavi, ki drži štirinogo žival, verjetno kozo ali ovco. Podoba je zelo pogosta po celi Mezopotamiji in predstavlja vplivnega moškega. Na splošno velja, da predstavlja svečenika-kralja.

### Plošča
Na prednji strani plošče je podoben prizor. Na skrajni levi je bradat moški v krilu, ki z obema rokama drži dolg predmet. Predmet bi lahko bil bat ali stožec za prodajo zemlje. Če se njegova podoba primerja z drugimi delavci na plošči, ki delajo z bati, se zdi, da zadnja trditev ni verjetna. Na splošno velja, da je moški svečenik-kralj, ki se pojavlja na številnih umetninah iz tistega obdobja in celo na prazgodovinskem egipčanskem nožu, kar kaže na vzajemne stike Egipta in Mezopotamije v tistem času.
Večina poznavalcev v desni osebi prepoznava žensko. Če je to res, ni oblečena kot druge ženske tistega časa. 
Na hrbtni strani plošče so upodobljeni štirje moški. La levi sta dva klečeča gola delavca z batom in posodo za malto. Pred njima je plešast moški, ki ima v rokah podoben predmet, kot moški na prednji strani. Četrti moški sedi na desni in je zelo podoben delavcema na levi, samo da je malo večji. Prizor očitno prikazuje pripravo jedi za praznovanje.

## Napisi
Podobno kot na Ušumgalovi steli (okoli 2900-2700 pr. n. št.) in drugih delih iz tega obdobja, tudi napisi na Blauovih spomenikih niso povsem razumljivi. Nekaj znakov je mogoče prepoznati, drugih pa ne. Napis na obelisku se jasno nanaša na "5 bur" zemlje, tempeljsko gospodarstvo in poklic engar. Engar je bil visok uradnik na kmetijskem področju, zato bi njegova prisotnost lahko pomenila, da gre za prodajo oziroma nakup zemljišča. Besedilo omenja tudi več vrst izdelkov, imen in drugih nerazvozlanih podatkov. Domneva se, da so bili ti predmeti kupnina za zemljo, omenjeno na obelisku.

## Polemike
Zaradi še nerazvozlanega dela besedila in nekaj nenavadnosti v ikonografiji je vsak poskus dokončne razglasitve namena spomenikov vprašljiv. Spomenika sta dva od samo petih starodavnih kudrrusov, uvrščena na Gelbov seznam kudurrusov, ki je sam po sebi sporen. Natančen namen spomenikov še vedno ni jasen.